# Wanda Jakubowska

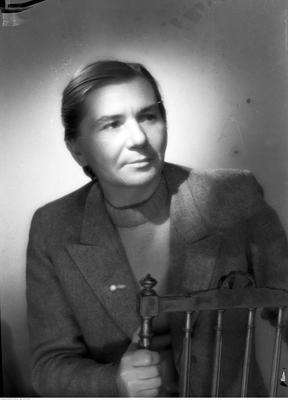
Wanda Jakubowska (1970)

Wanda Jakubowska (* 10. Oktober 1907 in Warschau; † 24. Februar 1998 ebenda) war eine polnische Filmregisseurin und Widerstandskämpferin gegen die deutsche Besatzung. Sie überlebte das KZ Auschwitz und das KZ Ravensbrück. Nach dem Krieg produzierte sie antifaschistische Filme, die vielfach ausgezeichnet wurden. Jakubowska gilt als eine der ersten weiblichen Filmregisseure der Welt.

## Leben
Wanda Jakubowska wuchs in gutbürgerlichen Verhältnissen im Warschau der Zwischenkriegszeit auf. Sie absolvierte 1927 das Abitur an einem katholischen Lyzeum des Ordens der Ursulinen und begann, Kunstgeschichte und Philosophie zu studieren. Nach einigen Semestern wechselte sie Anfang der 30er Jahre zur Warschauer Filmschule, wo zu der Zeit die ersten Anfänge des polnischen Films gelehrt wurden.
Jakubowska zählt zu den Pionieren des polnischen Films. Ihre ersten Regiearbeiten waren Dokumentarfilme, darunter „Palast auf Rädern“ (1932), „Wir bauen“ (1934) und „Erwachen“ (1935).
Zum Zeitpunkt des deutschen Überfalls auf Polen 1939 arbeitete sie an ihrem ersten Spielfilm „Am Njemen-Fluß“, nach dem gleichnamigen Roman der Schriftstellerin Eliza Orzeskowa, einer Vertreterin des kritischen Realismus, die für die Frauen- und Judenemanzipation gekämpft hatte. Die Premiere, die für den 15. Sept. 1939 in Warschau geplant war, wurde durch die Belagerung Warschaus durch deutsche Truppen verhindert.
Wanda Jakubowska engagiert sich in der polnischen kommunistischen Partei. Im Zweiten Weltkrieg engagierte sie sich im geheimen polnischen Widerstand und wurde 1942 von den Nazis verhaftet. Sie wurde in das Konzentrationslager Auschwitz deportiert und war bis 1945 dort interniert. Anschließend wurde in das Frauen-Konzentrationslager Ravensbrück überführt. Nach der Befreiung hielt sie sich zunächst in Berlin auf und ging dann zurück nach Polen. 1946 gehörte sie zu den ersten polnischen Filmemachern, die wieder mit der Filmarbeit begannen.

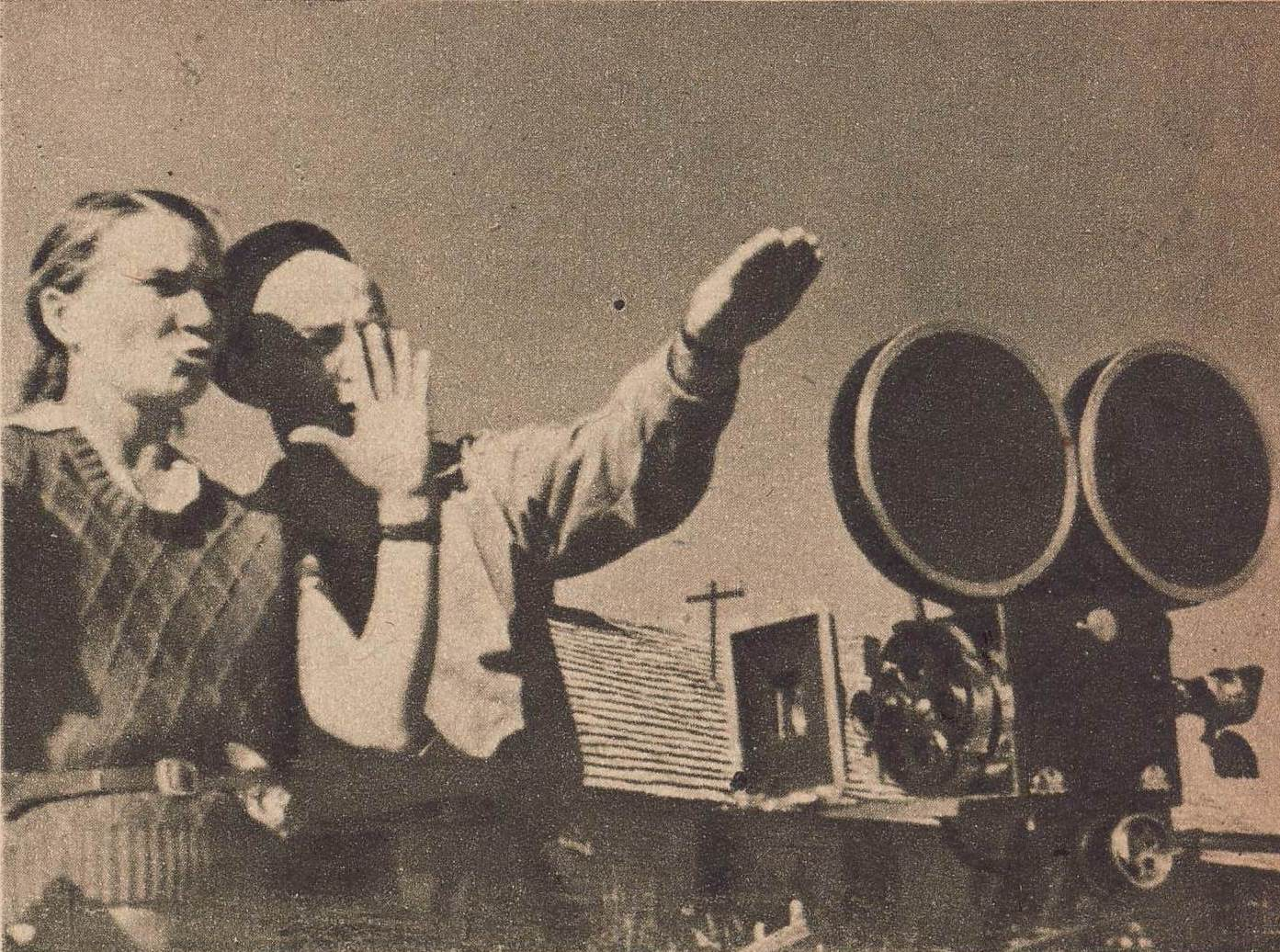
Wanda Jakubowska mit dem Kameramann Boris Monastyrski bei den Dreharbeiten zu ihrem Film „Die letzte Etappe“ (1947)

1948 entstand ihr berühmtester Film, der ihre Erlebnisse in Auschwitz verarbeitete. Ihr Werk Die letzte Etappe gilt bis heute als einer der herausragenden Filme über die Leiden der Menschen in faschistischen Konzentrationslagern. Er wurde mit zahlreichen internationalen Preisen ausgezeichnet; die Filmkritik bezeichnete ihn als „Mutter aller Filme über den Holocaust“.

„Aus einer Fülle bezeugter Einzelschicksale fügt Wanda Jakubowska das realistische Bild eines Alltags zwischen Zwangsarbeit und Krankenbaracke, zwischen Todesandrohung und Lebenswillen. Sie zeigt die Grausamkeiten des Wachpersonals und die kalkulierte Massenvernichtung durch die SS. Doch im Angesicht stets rauchender Schornsteine gibt es auch Akte des Widerstands und der Solidarität unter den Frauen, die sich auf die Befreiung durch die Rote Armee vorbereiten.“

Vor allem der dokumentarische Stil Jakubowskas lässt den Spielfilm fast wie ein Zeitdokument wirken. Die Beschäftigung mit dem Faschismus stand auch im weiteren Schaffen der Regisseurin oft im Mittelpunkt.
Jakubowska gilt als eine der ersten weiblichen Filmregisseure der Welt und als Pionierin des Autorenfilms. Von 1949 bis 1974 lehrte sie an der Filmhochschule Łódź.

## Filmografie
- 1932: Morze (Palast auf Rädern): erster 9-minütiger Dokumentarfilm
- 1934: Przebudzenie; Dokumentarfilm gemeinsam mit Aleksander Ford
- 1934: Budujemy (Wir bauen)
- 1935: Erwachen
- 1937: Ulica Edisony
- 1946: Budujemy nowe wsie
- 1948: Die letzte Etappe; Regie und Drehbuch; Buch zus. mit Gerda Schneider, ehem. Auschwitz-Gefangene
- 1953: Żolnierz zwycięstwa
- 1955: Atlantische Erzählung (Opowieść atlantycka)
- 1957: Pożegnanie z diabłem
- 1958: Król Maciuś I
- 1960: Begegnung im Zwielicht (Spotkania w mroku)
- 1960: Eine Geschichte von heute (Historia współczesna)
- 1964: Das Ende unserer Welt (Koniec naszego świata)
- 1965: Gorąca linia
- 1972: 150 Stundenkilometer (150 na godzinę)
- 1979: Biały mazur
- 1986: Die Einladung (Zaproszenie)
- 1988: Kolory kochania